# 河内鯨
河内 鯨（かわち の くじら、生没年不詳）は、飛鳥時代の豪族。姓は直。位階は小錦中。
663年の白村江の戦いで一時的に遣唐使が中断され、唐との関係が悪化していた難しい局面の中、守大石らの派遣に続いて大使に任じられ、669年に唐へ赴いた。

## 出自
河内直、のち連一族はその名の通り河内国の有力土豪の一つであったと思われ、『新撰姓氏録』「河内国諸蕃」によると、「出自百済国都慕王男陰太貴首王也」とあり、百済系の帰化人であるとされている。『日本書紀』巻第十九には、欽明期の安羅の日本府の役人で、「計（はかりごと）を新羅に通すを以て、深く責め罵（の）る」と記された「河内直」なる人物が登場している。

## 記録
河内鯨の名前が登場するのは、『日本書紀』巻第二十七の、天智天皇8年（669年）の記事に、
だけであるが、このことは『新唐書』には、
と記されている。
倭国（日本）側が高句麗の滅亡を知悉していたことは、天智天皇7年10月の記事に、
とある。
鯨らの派遣の前年、12年の時を経て、新羅から倭国に金東厳（きんとうごん）ら使節が到来し、近江朝廷側からは、中臣鎌足が新羅の金庾信に向け、また天智天皇が布勢耳麻呂を通じて文武王あてに「御調（みつき）輸（たてまつ）る船」を1隻ずつ贈っている。さらに、近江朝廷は、絹50匹・綿500斤・韋（おしかわ＝なめし皮）100枚を新羅の使者に授け、道守麻呂（ちもり の まろ）・吉士小鮪（きし の おしび）らを新羅に派遣している。高句麗滅亡後当時、新羅と唐との関係は悪化しており、唐への対抗上、新羅は倭国との友好関係を復活させようとしていた。新羅は、翌年9月にも調を進上している。
その時に起こったことかどうかは不明だが、草薙剣が沙門道行（どうぎょう）に盗まれ、新羅に持ち去られそうになるという事件もあった（草薙剣盗難事件）。
以上のような複雑な国際情勢下で、倭国の遣唐使派遣は再開されている。守大石を大使とする遣唐使（665年）などに続けて、鯨たちが派遣されている。
この後、天智天皇10年1月（671年）に唐の百済鎮将・劉仁願の使いとして李守真（りしゅしん）が派遣され、6月には、「百済の三部（みたむら）の使人の請（もう）す軍事」について宣している。すなわち、唐側から何らかの軍事的要請があったことがわかる。同年、（滅亡したはずの）高句麗からも調が進上されている。
河内鯨らの帰国についての記録は、何も残されていない。『日本書紀』巻第二十九によると、河内直氏は681年（天武天皇10年4月）、河内県（かわち の あがた）が「連」の姓を与えられている。